# اسلی‌تن (مینه‌سوتا)
اسلی‌تن، مینه‌سوتا (به انگلیسی: Slayton, Minnesota) یک شهر در ایالات متحده آمریکا است که در Murray County واقع شده‌است.

## خصوصیات
اسلی‌تن ۵٫۰۸ کیلومترمربع مساحت و ۲٬۱۵۳ نفر جمعیت دارد و ۴۸۸ متر بالاتر از سطح دریا واقع شده‌است.